# Ericeia comitata
Ericeia comitata är en fjärilsart som beskrevs av Walker 1865. Ericeia comitata ingår i släktet Ericeia och familjen nattflyn. Inga underarter finns listade i Catalogue of Life.